# Tipasodes melalepidia
Tipasodes melalepidia är en fjärilsart som beskrevs av George Francis Hampson 1926. Tipasodes melalepidia ingår i släktet Tipasodes och familjen nattflyn. Inga underarter finns listade i Catalogue of Life.